# Peperomia pereskiifolia
Peperomia pereskiifolia là một loài thực vật có hoa trong họ Hồ tiêu. Loài này được Nikolaus Joseph von Jacquin miêu tả khoa học đầu tiên năm 1791.